# يلينا سكرينيك
يلينا بوريسوفنا سكرينيك (بالروسية: Елена Борисовна Скрынник)(مواليد 30 أغسطس 1961) هي وزيرة الزراعة السابقة لروسيا الاتحادية بين مارس 2009 ومايو 2012.

## حياتها
ولدت يلينا سكرينيك في 30 أغسطس/آب عام 1961 في مقاطعة تشيليابينسك بإقليم الأورال الروسي. وتولت عام 2009 منصب وزيرة الزراعة في حكومة بوتين وانتخبت عضوة في المجلس الأعلى لحزب روسيا الموحدة.
تخرجت عام 1986 من معهد الطب في مدينة تشيليابينسك، وعملت طبيبة في المستشفى، ثم أسست مع زوجها سيرغي كنيازكوف شركة تتخصص في استئجار الاجهزة الطبية. ونالت عام 1992 دبلوم أكاديمية الاقتصاد الوطني لدى الحكومة الروسية. ودرست في ألمانيا وفرنسا لدراسة تكنولوجيات الاستئجار.
وقامت عام 1994 باستحداث شركة "ميد ليزينغ" للاجهزة الطبية، وتولت عام 1998 منصب رئيسة مجلس الخبراء الخاص بالاستئجار ورئيسة جمعية شركات الاستئجار الروسية.
في عام 2001 عينة رئيسة لشركة روس أغرو ليزينغ (بالروسية: Росагролизинг) الروسية الحكومية للمعدات الزراعية. وانتخبت في نوفمبر عام 2008 عضوة في المجلس الأعلى لحزب روسيا الموحدة.
وتولت منذ 12 مارس/آذار عام 2009 منصب وزيرة الزراعة في حكومة فلاديمير بوتين. وأعفيت عن هذا المنصب في مايو/أيار عام 2012 بعد تولي دميتري مدفيديف رئاسة الحكومة الروسية.
منحت عام 2005 وسام الاستحقاق الوطني من الطبقة الثانية.

## الوصلات الخارجية
ويكي مصدر